# ترمس أيلي
الترمس الأيلي (باللاتينية: Lupinus cervinus) نوع نباتي يتبع جنس الترمس من الفصيلة البقولية المعروفة بقدرتها على تثبيت النيتروجين الجوي من خلال بكتيريا المستجذرة.
موطنه ولاية كاليفورنيا الأمريكية.

## الوصف النباتي
أوراقه مركبة كفية، تضم كل واحدة منها ما بين أربع وثماني وريقات. الأزهار زهرية لامعة ولكن يمكن أن يشوبها لون أزرق إلى أبيض.